# MegaCharts
MegaCharts — головна група чартів Нідерландів. Mega Top 50, Dutch Top 40 і Mega Album Top 100 — найвідоміші чарти. MegaCharts є частиною «GfK Benelux Marketing Services».

## Категорії

### Сингли та пісні
- Mega Top 50
- Dutch Top 40
- Mega Single Top 100
- Tipparade
- Mega Dance Top 30
- Mega Airplay Top 50
- Mega Ringtone Top 50

### Альбоми
- Mega Album Top 100
- Mega Verzamelalbum Top 30 (Компіляційні альбоми)
- Backcatalogue Top 50
- Scherpe Rand van Platenland

### DVD
- Music DVD Top 30
- Film DVD Top 30